# Bel paese

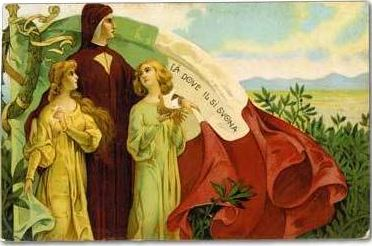
Illustrazione di inizio XX secolo celebrante la lingua del sì con l'immagine di Dante e la sua famosa frase sovrapposta al tricolore

Bel paese (o oggigiorno più comunemente Belpaese) è una classica espressione poetica per indicare l'Italia, che meritò quest'appellativo grazie al suo clima mite, ai suoi paesaggi naturali e alla sua cultura e storia.
Dante e Petrarca furono probabilmente i primi ad utilizzare quest'espressione nelle loro opere:
(Dante Alighieri, Inferno, canto XXXIII, verso 80)
ch'Appennin parte e 'l mar circonda et l'Alpe»
(Petrarca, Canzoniere, CXLVI, versi 13-14)
Il termine è spesso usato ancora oggi in italiano come sinonimo d'Italia.
Nel 1876 l'abate Antonio Stoppani scrisse Il Bel Paese (titolo completo: Il Bel Paese. Conversazioni sulle bellezze naturali, la geologia e la geografia fisica d'Italia.) che prende il nome dai versi del Petrarca e che ebbe un vasto successo popolare ai tempi della pubblicazione.
Nel 1906 a Milano, la Galbani iniziava la produzione del formaggio Bel Paese o Italico da un'idea di Egidio Galbani, fondatore dell'omonima azienda, prendendo a sua volta spunto proprio dal libro su citato.